# إيان لوسون (لاعب كرة قدم)
إيان لوسون (بالإنجليزية: Ian Lawson)‏ (24 مارس 1939 في المملكة المتحدة - فبراير 2024) هو لاعب كرة قدم بريطاني في مركز الهجوم. لعب مع بورت فايل وكريستال بالاس وليدز يونايتد ونادي بارنسلي ونادي بيرنلي.

## وصلات خارجية
- إيان لوسون على موقع قاعدة بيانات كرة القدم.إي يو (الإنجليزية)
- إيان لوسون على موقع عالم كرة القدم.نت (الإنجليزية)